# O Homem da Areia
.

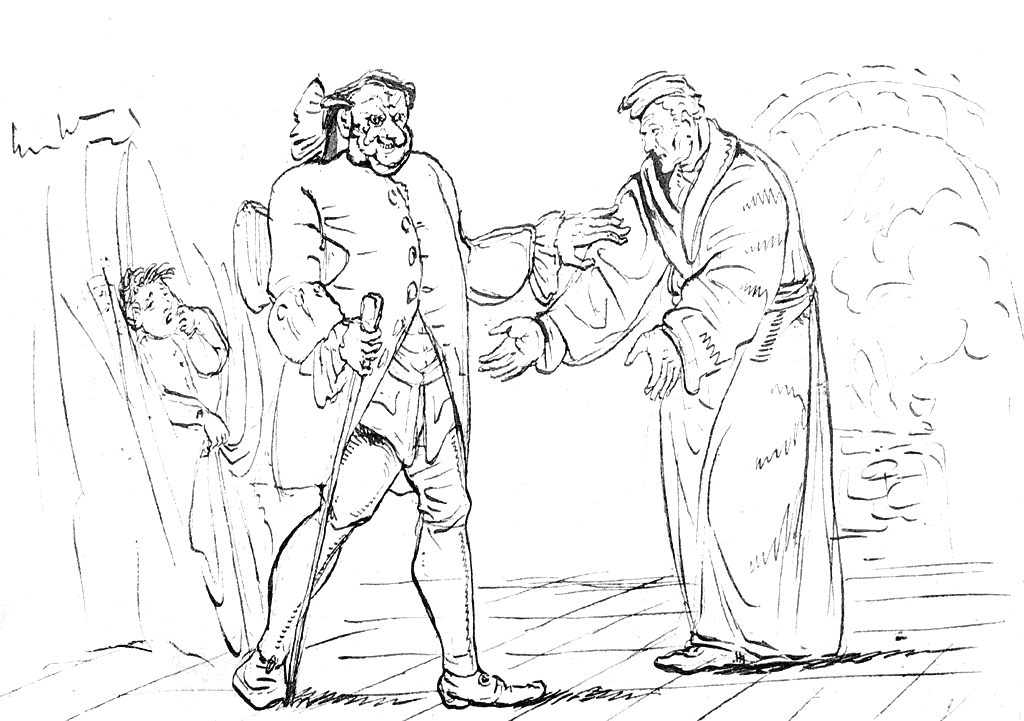
Ilustração da primeira edição, pelo próprio E. T. A. Hoffmann

O Homem da areia (Der Sandmann,  em algumas traduções O Homem de areia) é um conto do escritor alemão E. T. A. Hoffmann (Königsberg, 1776 - Berlim, 1822). É o primeiro conto do livro intitulado  Die Nachtstücke (Contos Noturnos), publicado em 1817. O manuscrito é datado de 16 de novembro de 1815.
Na apresentação da edição traduzida por Ary Quintella para a coleção Novelas Imortais, escreve Fernando Sabino:
A impressionante novela Der Sandmann, publicada em 1817 e aqui apresentada sob o título O homem da areia [...] dá bem a ideia das principais características de Hoffmann: seu senso do grotesco, do mórbido, do fantástico, do sobrenatural – e sua extraordinária intuição ao penetrar nos domínios do subconsciente, como verdadeiro precursor das explorações da moderna psicologia.
Em matéria de O Globo de 30/4/2023 sobre a edição ilustrada de O Homem da Areia, traduzida por Marcella Marino M. Silva e José Feres Sabino e ilustrada por Eduardo Berliner, escreve Emiliano Urbim:
A história começa com uma troca de cartas na qual o leitor fica sabendo que o estudante Nathanael teve um encontro com um vendedor ambulante que ele crê ser o mesmo homem misterioso que fazia experimentos de alquimia que levaram à morte de seu pai quando ele era pequeno — mas pode ser só “o homem da areia” que sua babá dizia que trazia o sono às crianças.

Em seguida, quem assume as rédeas é um narrador indiscreto e arrebatado que oscila entre o realismo e alucinação — com pitadas de “romance gótico, de história de fantasma e de amor, de relato médico, e também de história da formação fracassada de um artista” [...].
"Em O Homem da areia, Hoffmann trabalha com temas caros ao Romantismo, como o conflito entre loucura (representada através de Natanael) e razão (personificada em Clara, a noiva do protagonista), e paixões fulminantes e proibidas."

## O Homem da areia(sinopse)
No início do conto, o jovem Natanael escreve uma carta para seu amigo, Lothar (Lotário em algumas traduções), irmão de sua noiva Clara, contando uma experiência que acabara de ter: estava em seu quarto de estudante quando alguém bate à porta; ao abri-la, assusta-se com o homem que vê, o qual lhe traz uma lembrança da infância. Era um vendedor de barômetros. Ao ver esse homem, Natanael expulsa-o com tal rapidez que o sujeito praticamente rola pelas escadas. Ele se assusta com seu próprio susto.
Natanael escreve a Lothar explicando o que vira e tanto o assustara. Parte então de uma lembrança infantil e começa a descrever a casa de sua infância, uma casa com pai, mãe e filhos, os quais tinham por hábito, depois do jantar, ficar em torno do pai que fumava seu cachimbo. Mas, de vez em quando, as crianças eram postas na cama mais cedo, pois o Homem da Areia iria chegar. Natanael ouvia os passos pesados de um visitante, com o qual o pai estaria ocupado toda a noite. A babá contara a Natanael que o Homem da Areia era um homem perverso que chegava quando as crianças não iam para a cama, jogava areia nos olhos delas, fazendo com que saltassem fora. Ele então colocava os olhos num saco e os levava para alimentar seus filhos na lua. 
Para descobrir mais sobre o Homem da Areia, Natanael se esconde no escritório de seu pai numa noite em que o visitante era esperado. Reconhece o visitante como o advogado Copéllius. De seu esconderijo, ele vê o visitante e o pai no que parece ser um experimento alquímico. Descoberto, Natanael é ameaçado de ter seus olhos arrancados e desmaia. 
O Homem da Areia volta uma outra vez a sua casa, e então ocorre uma explosão que mata o pai de Natanael. Muitos anos depois, Natanael reconhece Copellius no vendedor Copolla. Depois de um período de férias junto a sua noiva, que tenta tranquilizá-lo, Natanael volta aos estudos e decide comprar um binóculo de Copolla, para que este o deixe em paz. Com o binóculo ele vê Olímpia, por quem se apaixona perdidamente apesar de todos os avisos. Natanael enlouquece ao descobrir que Olímpia é um autômato, construído por Copolla/Copellius e o seu professor de física. Depois de internado num manicômio, Natanael parece recuperado, quando tenta jogar a noiva, Clara, do alto de uma torre, após olhar outra vez pelo binóculo. Pouco depois, Natanael se atira da torre.

## O Homem da areia: um conto fantástico
Italo Calvino (2004), considera o conto fantástico como uma das produções mais características da narrativa do século XIX e também uma das mais significativas para nós, já que nos diz muitas coisas sobre a interioridade do indivíduo e sobre a simbologia coletiva. À nossa simbologia de hoje, o elemento sobrenatural que ocupa o centro desses enredos parece sempre carregado de sentido, como  irrupção do inconsciente, retorno do recalcado, do esquecido, do que se distanciou de nossa atenção racional.
O tema do conto fantástico do século XIX é a realidade daquilo que se vê: acreditar ou não acreditar nas aparições fantasmagóricas;  perceber, por trás da aparência cotidiana, um outro mundo, encantado ou infernal. É como se o conto fantástico, mais do que qualquer outro gênero narrativo, pretendesse dar a ver, concretizando-se numa sequência de imagens e confiando sua força de comunicação ao poder de suscitar figuras.
O Homem da areia de Hoffmann é um texto típico do fantástico, em que personagens e imagens da tranquila vida burguesa se transfiguram em aparições grotescas, diabólicas, assustadoras, como nos pesadelos.

## O Homem da areia: um pai castrador?
O estudo dos sonhos, das fantasias e dos mitos ensina que o medo de ferir ou perder os olhos, o medo de ficar cego é, muitas vezes, um substituto do temor de ser castrado. O autocegamento do criminoso mítico, Édipo, seria uma forma atenuada do castigo da castração.
Por que razão Hoffmann relaciona o temor em relação à perda dos olhos com a morte do pai? Por que o Homem de areia aparece como um perturbador do amor? Para Freud (1919), essas perguntas poderão ser respondidas se substituirmos o Homem de areia pelo pai temido, de cujas mãos é esperada a castração.

## O Homem da areiae a teoria psicanalítica
O conto de Hoffmann, "O homem de areia", permite uma reflexão sobre a relação entre pulsão escópica e angústia. Quinet (2002) mostra que o conceito de pulsão escópica permitiu à psicanálise restabelecer uma função de atividade para o olho, não mais como fonte de visão, mas como fonte de libido. A psicanálise descobre a libido de ver, o prazer de ver, e o objeto olhar como manifestação da vida sexual. O olhar não é um atributo do sujeito, que dele se serve como instrumento; ao contrário, é o sujeito que é afetado pelo olhar enquanto objeto. Na saída do Édipo, duas instâncias estarão ligadas ao escópico: o ideal do eu, ponto em que o sujeito se vê como amável, e o supereu, olhar que vigia e pune. Aqui se mostra que o olhar é objeto causa de angústia.
O ver é equívoco
Na percepção, o perceptum (o que é percebido) é equívoco. Apesar desta equivocidade permanecer menos manifesta na percepção visual, devido ao poder unificador da imagem que dá forma ao visual. Mas nós reencontramos a equivocidade do visto quando incluímos o sujeito no campo do fenômeno, uma vez que ele deve sempre se situar em um ponto de vista.
O Olhar é invisível
O que constitui a visibilidade para aquele que vê é o olhar. O olhar é um objeto invisível que está no fundamento da visibilidade: que faz, do sujeito que percebe, objeto percebido.
O olhar não é um olhar do sujeito e sim um olhar que incide sobre o sujeito, é um olhar que o visa: olhar inapreensível, invisível, pulsional.
A pulsão está na base do dar-a-ver do sujeito e o afeta através de um olhar que o objetiva e ao mesmo tempo se encontra excluído da visão.